# Condado de Coffee (Tennessee)
O Condado de Coffee é um dos 95 condados do Estado americano do Tennessee. A sede do condado é Manchester, e sua maior cidade é Manchester. O condado tem uma área de 1125 km² (dos quais 15 km² estão cobertos por água), uma população de 48 014 habitantes, e uma densidade populacional de 43 hab/km² (segundo o censo nacional de 2000), e foi fundado em 1836.